# Юрі Янсон
Юрі Янсон  (ест. Jüri Jaanson, 14 жовтня 1965, Тарту) — естонський веслувальник, олімпійський медаліст.

## Виступи на Олімпіадах
| Олімпіада      | Дисципліна   | Місце |
| -------------- | ------------ | ----- |
| Сеул 1988      | одиночка     | 8     |
| Барселона 1992 | одиночка     | 5     |
| Атланта 1996   | одиночка     | 18    |
| Сідней 2000    | одиночка     | 6     |
| Афіни 2004     | одиночка     | 2     |
| Пекін 2008     | двійка парна | 2     |